# Medardo Griotto
Medardo Pietro Carlo Griotto (Torino, 16 febbraio 1901 – Berlino, 22 o 28 luglio 1943) è stato un antifascista italiano, militante nel Partito Comunista.
Formatosi come incisore, Griotto divenne un esperto falsario, entrò a far parte della rete di spionaggio gestita dall'agente dei servizi segreti dell'Internazionale Comunista Henry Robinson. Fu tradito da Leopold Trepper, quindi arrestato e ghigliottinato nella prigione di Plötzensee.

## Biografia
Nacque da Giovanni Griotto e Maria Marguerite Perachiotti. Da giovane divenne incisore e proprietario di una boutique a Torino. Si interessò al comunismo e divenne membro del Partito Comunista Italiano e militante comunista. Dopo la strage di Torino del 1922, temendo per la sua vita, si rifugiò in Francia e si stabilì a Bezons. Entrò a far parte del sindacato Confédération générale du travail unitaire mentre lavorava nelle officine di produzione di Asnières-sur-Seine. Nel 1927 sposò Anna Secco.
Dopo lo scoppio della seconda guerra mondiale, il 18 ottobre 1939 si arruolò nella Legione Straniera Francese e partì ad agosto 1940, due mesi dopo l'armistizio francese. Nella primavera del 1941, decise di aderire al gruppo di resistenza del Front national e nel 1942 si unì alla lotta partigiana dei Francs-Tireurs et Partisans. Dal 1940 fu un agente al servizio di Henry Robinson (Harry Léon), a sua volta agente dell'Internazionale Comunista. Il primo incontro tra Leopold Trepper e Henry Robinson avvenne all'inizio di settembre del 1941 a casa di Anna Griotto. Entrambi, Robinson e Trepper, approfittarono delle capacità di incisione di Medardo per produrre passaporti e documenti d'identità falsi. In seguito fu l'operatore radio di Robinson oltre che uno dei suoi principali assistenti insieme a sua moglie Anna che lavorò come corriere del gruppo in Francia.

### Arresto

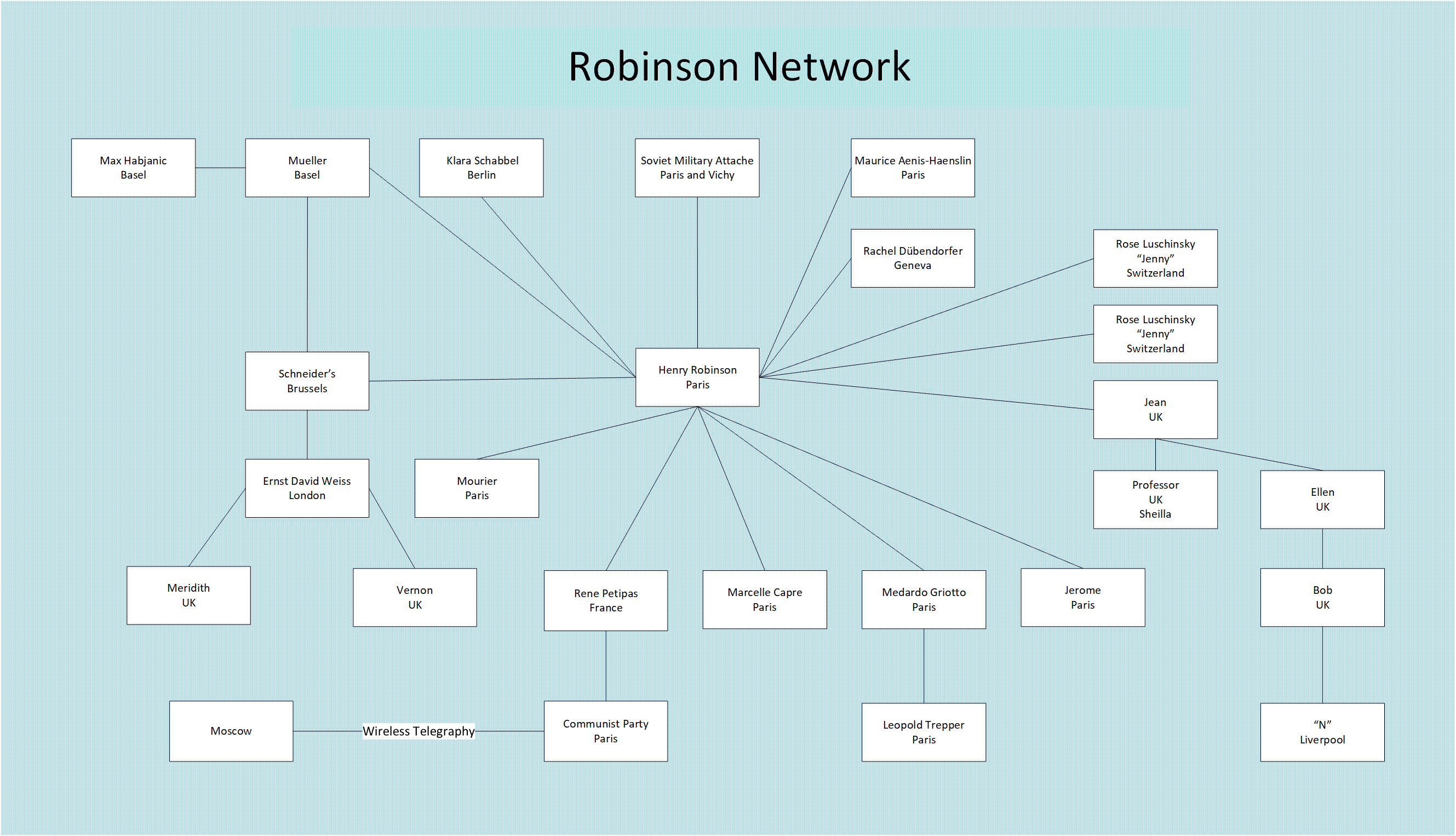
La rete di spionaggio di Henry Robinson attiva dal 1937 al settembre 1941. Griotto era il tramite tra Robinson e Leopold Trepper, che rilevò la rete di Robinson nel 1937.

Griotto fu tradito da Trepper, che consegnò il suo indirizzo a Karl Giering del Sonderkommando Rote Kapelle. Giering fece telefonare a Griotto da Trepper per organizzare un incontro previsto per il 21 dicembre 1942 con Robinson al Palazzo Chaillot di Parigi, vicino casa sua, dove avrebbe dovuto prendere un messaggio di Trepper. Quando Robinson si avvicinò per l'incontro fu arrestato, mentre Griotto fu arrestato il giorno successivo. La moglie Anna fu tradita da Abraham Rajchmann e arrestata al Cafe de la Paix di Parigi il 12 ottobre 1942 insieme a Malvina Gruber.
Sia Griotto che Robinson furono portati a Parigi in Rue des Saussaies. Griotto fu internato nella prigione di Fresnes: l'11 marzo 1943 fu processato al 62-64 di Rue du Faubourg-Saint-Honoré dal giudice della Luftwaffe Manfred Roeder e condannato a morte. 
Roeder processò 74 membri del gruppo di spionaggio sovietico per diversi giorni. Griotto e la moglie Anna furono deportati in Germania su un convoglio partito da Compiègne il 15 aprile 1943: lui fu portato nella prigione di Plötzensee e giustiziato con la ghigliottina il 22 o il 28 luglio 1943; Anna fu portata nel campo di concentramento di Ravensbruck e riuscì a sopravvivere. 
Nel dopoguerra Anna si occupò di bambini in un asilo nido gestito dalla Fiat.